# 极限 (范畴论)
在數學裡的範疇論中，極限（英語：Limit）的概念融貫了多種構造，包括和、積等等；範疇論中許多泛性質也可從極限來理解。
極限分為極限與餘極限（又稱上極限），彼此的定義相對偶。在不同場合的別名及英譯如下表：
| 餘極限/上極限（colimit） | 正（向）極限（direct limit）  | 歸納極限（inductive limit）           |
| 極限（limit）            | 逆（向）極限（inverse limit） | 投射極限/射影極限（projective limit） |

本條目用語取歸納極限與射影極限。

## 定義
一範疇 C 中的極限及上極限可用 C 中的圖示來定義。形式上，C 中類型 J 的圖示是指一個由 J 映射至 C 的函子：
F : J → C.
範疇 J 稱之為「索引範疇」，圖示 F 可想做是以 J 索引 C 內的物件及態射。J 實際的物件及態射為何並不重要，關鍵在於之間的互動。
通常，最感興趣的情況是當類型J為小範疇或有限範疇之時，此類圖示分別被稱為「小圖示」及「有限圖示」。

### 極限
設 F : J → C 為一個在範疇 C 中類型 J 的圖示。一個對應於 F 的「錐體」是指 C 中的一物件 N ，具有可以 J 內之物件 X 索引的態射族 ψX : N → F(X)，使得對每個 J 內的態射 f : X → Y，均有 F(f) o ψX = ψY。
圖示 F : J → C 的極限是一個對應於 F 的錐體 (L, φ)，使得對所有其他對應於 F 之錐體 (N, ψ)，總存在一個「唯一的」態射 u : N → L，使得對所有 J 中的 X，φX o u = ψX。
可以說，錐體 (N, ψ) 能被唯一的因子 u 分解成錐體 (L, φ)。此一態射 u 有時稱為「中介態射」。
極限亦稱之為「泛錐體」，因為其所具有之泛性質（詳見下文）。如同每個泛性質一般，上述定義敘述了一個有關一般性的對稱狀態：極限物件 L 夠一般，能讓所有其他錐體分解；另一方面，L 也必須夠特殊，每個錐體都只可能有「一個」因子。
極限也可視為是在對應於 F 的錐體範疇內的終對象。
圖示可能不存在極限；但若一個圖示存在極限，則此一極限一定是唯一的：在同構下是唯一的。

### 上極限
極限及錐體的對偶概念是上極限及上錐體。雖然可直接將上述定義的所有態射反轉，以得到上極限及上錐體之定義，但下文仍將明確敘明之：
圖示 F : J → C 的「上錐體是指 C 中的一物件 N，具有可以每個 J 中的物件 X 索引的態射族
ψX : F(X) → N
使得對每個 J 內的態射 f : X → Y，均有 ψY o F(f)= ψX。
圖示 F : J → C 的上極限是 F 的上錐體 (L, {\displaystyle \phi })，使得對所有其他對應於 F 的上錐體 (N, ψ)，總存在一個「唯一的」態射 u : L → N，使得對所有 J 中的 X，u o {\displaystyle \phi }X = ψX。
上極限也稱為「泛上錐體」，也可視為是在對應於 F 的上錐體範疇內的始對象。
如同極限一般，若圖示 F 存在上極限，則此上極限在同構下是唯一的。

### 歸納系統與射影系統
以下固定一個範疇{\displaystyle {\mathcal {C}}}，並探討其中的極限。為避免集合的悖論，我們將固定一個宇宙{\displaystyle {\mathcal {U}}}，並假定{\displaystyle {\mathcal {C}}}是{\displaystyle {\mathcal {U}}}-範疇，即：對任意兩個對象{\displaystyle X,Y}，態射集{\displaystyle \mathrm {Hom} _{\mathcal {C}}(X,Y)}同構於{\displaystyle {\mathcal {U}}}裡的某個集合。{\displaystyle \mathbf {Set} }表所有{\displaystyle {\mathcal {U}}}裡的集合構成的範疇。
設{\displaystyle I}為對{\displaystyle {\mathcal {U}}}的一個小範疇，所謂歸納系統（或稱I-圖）係指一個函子{\displaystyle \alpha :I\rightarrow {\mathcal {C}}}，射影系統則指一函子{\displaystyle \beta :I^{\mathrm {op} }\rightarrow {\mathcal {C}}}。
形象地說，歸納系統不外是給定{\displaystyle {\mathcal {C}}}中一族對象{\displaystyle \{X_{i}:i\in I\}}，對每個態射{\displaystyle i\rightarrow j}都有{\displaystyle {\mathcal {C}}}中對應的態射{\displaystyle X_{i}\rightarrow X_{j}}，且此對應在態射的合成下不變。射影系統對應的態射則反向：{\displaystyle X_{i}\leftarrow X_{j}}。
固定一對象{\displaystyle X\in {\mathcal {C}}}，對任意歸納系統α或射影系統β，可定義從{\displaystyle I^{\mathrm {op} }}到{\displaystyle \mathbf {Set} }的函子
{\displaystyle \mathrm {Hom} _{\mathcal {C}}(\alpha ,X):i\mapsto \mathrm {Hom} (\alpha (i),X)}
{\displaystyle \mathrm {Hom} _{\mathcal {C}}(X,\beta ):i\mapsto \mathrm {Hom} (X,\beta (i))}
我們將遵循可表函子的哲學，從集合的射影極限出發。暫設{\displaystyle {\mathcal {C}}=\mathbf {Set} }，{\displaystyle \mathbf {Set} }上的歸納系統不外是{\displaystyle I}上的預層。給定一個歸納系統β，定義：
{\displaystyle \varprojlim \beta :=\{(x_{i})\in \prod _{i\in I}\beta (i):\forall i,j\in I,s\in \mathrm {Hom} (i,j)\;\beta (s)(x_{j})=x_{i}\}}
（注意：若{\displaystyle I}是空範疇，對應的射影極限是單元素集合。）
可手工驗證下述自然同構：
{\displaystyle \mathrm {Hom} _{\mathbf {Set} }(X,\varprojlim \beta ){\stackrel {\sim }{\rightarrow }}\varprojlim \mathrm {Hom} _{\mathbf {Set} }(X,\beta )}

## 若干例子

### 始對象與終對象
令{\displaystyle I}為空範疇，此時的歸納極限與射影極限（若存在）便分別滿足泛性質
{\displaystyle \forall X\in {\mathcal {C}},|\mathrm {Hom} (X,\varprojlim \emptyset )|=|\mathrm {Hom} (\varinjlim \emptyset ,X)|=1}
這不外就是{\displaystyle {\mathcal {C}}}裡的始對象與終對象。

### 纖維積與纖維餘積
令{\displaystyle I}為離散範疇（即：其間只有恆等態射），此時歸納及射影系統不外只是一族{\displaystyle {\mathcal {C}}}的對象{\displaystyle \{X_{i}:i\in I\}}，對應的歸納極限及射影極限稱作餘積（又稱上積）與積。
令{\displaystyle I}為範疇{\displaystyle \bullet \longleftarrow \bullet \longrightarrow \bullet }；設{\displaystyle \alpha :I\rightarrow {\mathcal {C}}}對應於{\displaystyle Y_{1}{\stackrel {f_{1}}{\longleftarrow }}X{\stackrel {f_{2}}{\longrightarrow }}Y_{2}}。若其歸納極限存在，稱之{\displaystyle Y_{1},Y_{2}}對{\displaystyle X}的纖維餘積，寫作{\displaystyle Y_{1}\sqcup _{X}Y_{2}}。
對偶地看，對於{\displaystyle \beta :I^{\mathrm {op} }\rightarrow {\mathcal {C}}}，對應於{\displaystyle X_{1}{\stackrel {f_{1}}{\longrightarrow }}Y{\stackrel {f_{2}}{\longleftarrow }}X_{2}}，若其射影極限存在，稱之{\displaystyle X_{1},X_{2}}對{\displaystyle Y}的纖維積，寫作{\displaystyle X_{1}\times _{Y}X_{2}}。
纖維積與纖維餘積可視為「相對」版本的積與餘積。若存在終對象（或始對象），則積（或餘積）可視為對該對象的纖維積（或纖維餘積）。

### 核與上核
核（kernel）與餘核（cokernel，又譯上核），有時也稱等化子（equalizer）與餘等化子（coequalizer）。考慮對應到 {\displaystyle X_{0}{\overset {f}{\underset {g}{\rightrightarrows }}}X_{1}} 的歸納或射影系統，此時的歸納極限{\displaystyle \mathrm {Coker} (f,g)}稱作上核，射影極限{\displaystyle \mathrm {Ker} (f,g)}稱作核。它們的泛性質圖解如下：
在加法範疇中僅須考慮{\displaystyle g=0}的狀況，上述概念遂歸結為同調代數所探討的核與餘核。

## 性質

### 極限之交換
設{\displaystyle I,J}為小範疇，{\displaystyle \alpha :I\times J\rightarrow {\mathcal {C}}}為歸納系統，則有自然同構
{\displaystyle \varinjlim _{i,j}\alpha (i,j)=\varinjlim _{i}\varinjlim _{j}\alpha (i,j)=\varinjlim _{j}\varinjlim _{i}\alpha (i,j)}
將箭頭反向，對射影系統{\displaystyle \beta :(I\times J)^{\mathrm {op} }=I^{\mathrm {op} }\times J^{\mathrm {op} }\rightarrow {\mathcal {C}}}亦有自然同構
{\displaystyle \varprojlim _{i,j}\beta (i,j)=\varprojlim _{i}\varprojlim _{j}\beta (i,j)=\varprojlim _{j}\varprojlim _{i}\beta (i,j)}
歸納極限與射影極限通常不交換，一個格外有用的結果是：若{\displaystyle I}是濾通範疇，則{\displaystyle \varinjlim _{I}}與任意{\displaystyle \varprojlim _{J}}交換。

### 完備性
若一個範疇內存在任意的（小）射影極限，則稱之完備範疇；完備的充要條件是存在任意的積與核。
將箭頭反向，遂得到上完備範疇的定義及其充要條件。

### 正合函子
考慮一個函子{\displaystyle F:{\mathcal {C}}\rightarrow {\mathcal {C'}}}。
- 若{\displaystyle {\mathcal {C}}}裡存在任意的有限射影極限，且{\displaystyle F}與有限射影極限交換，則稱{\displaystyle F}為左正合。
- 若{\displaystyle {\mathcal {C}}}裡存在任意的有限歸納極限，且{\displaystyle F}與有限歸納極限交換，則稱{\displaystyle F}為右正合。
- 若上述條件同時被滿足，則稱{\displaystyle F}為正合。

在阿貝爾範疇中，上述定義回歸到同調代數中的定義。
根據極限的泛性質，{\displaystyle \mathrm {Hom} (-,-)}函子無論對哪個變數都是左正合的。
設{\displaystyle (F,G)}是一對伴隨函子。若{\displaystyle {\mathcal {C}}}存在任意有限歸納極限，則{\displaystyle F}右正合；若存在任意有限射影極限，{\displaystyle G}左正合。此法可建立許多函子的正合性。

## 具體實例

### 集合論
- 定義中已構造集合的（小）射影極限。對於任意一個小範疇{\displaystyle I}及歸納系統{\displaystyle \alpha :I\rightarrow \mathbf {Set} }，其歸納極限亦存在，定義為下述商集：

{\displaystyle \varinjlim \alpha :={\dfrac {\coprod _{i\in I}\alpha (i)}{(\exists i_{1}\rightarrow \cdots \rightarrow i_{n},x\in \alpha (i_{1})\mapsto \cdots \mapsto y\in \alpha (i_{n}))\Rightarrow (x\sim y)}}}
- 兩個集合的纖維積與上積為

{\displaystyle Y_{1}\sqcup _{X}Y_{2}=Y_{1}\sqcup Y_{2}/\{f_{1}(y_{1})=f_{2}(y_{2})\Rightarrow x_{1}\sim x_{2}~\}}
{\displaystyle X_{1}\times _{Y}X_{2}=\{(x_{1},x_{2})\in X_{1}\times X_{2}:f(x_{1})=f(x_{2})\}}
- 設{\displaystyle f,g:X_{0}\rightarrow X_{1}}，則

{\displaystyle \mathrm {Ker} (f,g)=\{x_{0}\in X_{0}:f(x_{0})=g(x_{0})\}}，這是「等化」一詞的來由。
{\displaystyle \mathrm {Coker} (f,g)=X_{1}/\{\forall x_{0}\in X_{0},f(x_{0})\sim g(x_{0})\}}
- {\displaystyle \mathbf {Set} }是完備且上完備的。

### 拓撲空間
拓撲空間範疇{\displaystyle \mathbf {Top} }也是完備且上完備的。各種極限構造與集合相同，惟須安上適合的商拓撲或子空間的誘導拓撲。
特別是可以構造一族無窮多個拓撲空間的極限及逆極限，此時相應的拓撲稱作始拓撲或終拓撲。此類構造在泛函分析及同倫理論中特別有用。
一個拓撲空間{\displaystyle X}滿足豪斯多夫性質的充要條件是{\displaystyle p_{1},p_{2}:X\times X\rightarrow X}的核{\displaystyle \Delta :X\rightarrow X\times X}是閉浸入，將此性質推廣到概形上，則得到分離概形。

### 概形
概形範疇{\displaystyle \mathbf {Sch} }（或相對版本{\displaystyle \mathbf {Sch} _{/S}}）有終對象{\displaystyle \mathrm {Spec} \mathbb {Z} }（或{\displaystyle S}），並存在有限的纖維積。

### 抽象代數
阿貝爾群範疇{\displaystyle \mathbf {Ab} }或一個環{\displaystyle R}上的模範疇{\displaystyle \mathbf {Mod} _{R}}都是完備且上完備的。函子的正合性對應到交換代數裡的正合性概念。
射影極限的一個典型例子是p進整數：{\displaystyle \mathbb {Z} _{p}:=\varprojlim _{n}\mathbb {Z} /p^{n}\mathbb {Z} }。

## 文獻
- Masaki Kashiwara and Pierre Schapira, Categories and Sheaves, Springer. ISBN 3540279490

## 外部連結
- Categories, sites, sheaves and stacks /Pierre Schapira